# Colfosco
Colfosco is een plaats (frazione) in de Italiaanse gemeente Corvara in Badia.